# Kamień (powiat zgierski)
Kamień – wieś w Polsce położona w województwie łódzkim, w powiecie zgierskim, w gminie Głowno.
W miejscowości znajduje się przystanek kolejowy Kamień Łowicki.
Wieś szlachecka położona była w drugiej połowie XVI wieku w powiecie rawskim ziemi rawskiej województwa rawskiego. W latach 1975–1998 miejscowość należała administracyjnie do ówczesnego województwa łódzkiego.